# Ротштейн, Вильгельм Иванович
Вильге́льм Ива́нович Ротште́йн (1820—1888) — русский генерал, начальник Военно-топографического училища.

## Биография
Сын фельдъегеря, лютеранин, родился в 1820 г. Зачисленный в службу топографом 4 мая 1833 года, он в 1835—1841 гг. находился на съемках Псковской губернии, Москвы и окрестностей Санкт-Петербурга и 1 апреля 1841 г. произведён был по экзамену в прапорщики, после чего в 1842—1857 гг. последовательно участвовал в работах по триангуляции Киевской губернии (1842—1846), Белостокской и Бессарабской областей (1846—1847), Царства Польского (1848—1849), между Петербургом и Москвой, Новороссийского края и Приволжья. 
Получив в 1845 г. чин подпоручика, в 1850 г. поручика и в 1853 г. штабс-капитана, Ротштейн был назначен в 1857 г. помощником начальника Геодезического отделения Военно-топографического депо, а в 1862 — правителем канцелярии депо и, наконец, в 1863 г., будучи уже подполковником (с 17 апреля 1862 г.), был определён инспектором Училища топографов. 
Произведённый, затем, 4 апреля 1865 г., в полковники, Ротштейн вскоре переименован был в начальники Военно-топографического училища и 30 августа 1878 г. произведён был в генерал-майоры. 
Деятельность Ротштейна оставила заметный след в истории училища с 1863 года: он постарался привести его в такое положение, чтобы оно удовлетворяло прежде всего своему специальному назначению, для чего практиковал топографов в съемках, которыми сам лично руководил, и т. п. 
В награду за свою ревностную службу имел ордена св. Станислава 2-й степени (1864 г.), св. Анны 2-й степени (1866 г.), св. Владимира 3-й степени (1872 г.); в 1851 г. получил австрийский орден Железной короны 3-й степени.
Его имя выгравировано на  юбилейной медали «В память пятидесятилетия Корпуса военных топографов. 1872»
Выйдя в отставку в 1886 году с чином генерал-лейтенанта, Ротштейн умер 16 марта 1888 г. в Санкт-Петербурге, похоронен на Волковском православном кладбище.